# Otwock
Otwock è una città polacca del distretto di Otwock nel voivodato della Masovia.
Ricopre una superficie di 47,33 km² e nel 2007 contava 48 000 abitanti.